# Eunice thomasiana
Eunice thomasiana är en ringmaskart som beskrevs av Augener 1924. Eunice thomasiana ingår i släktet Eunice och familjen Eunicidae. Inga underarter finns listade i Catalogue of Life.